# المپیاد مردمی
المپیاد مردمی (انگلیسی: People's Olympiad) بازی‌های المپیاد مردمی بارسلونا در تاریخ ۱۹ تا ۲۶ ژوئیه ۱۹۳۶ به نشانه اعتراض به برگزاری بازی‌های المپیک در برلین طراحی شده بود. این بازی‌ها که تحت عنوان بازی‌های ضدفاشیستی برگزار می‌شدند، به دنبال کودتای نظامی ژنرال فرانکو بعد از بیانیه ۱۸ ژوئیه او منتفی شدند.

## وقایع
در سال ۱۹۲۸ شهرهای بارسلونا، برلین و استانبول کاندیداتوری خود را برای برگزاری بازی‌های المپیک ۱۹۳۶ به کمیته بین‌المللی المپیک ارائه کردند. در ماه مه ۱۹۳۱ کمی بعد از تشکیل جمهوری دوم اسپانیا، کمیته بین‌المللی المپیک در این کشور تشکیل جلسه داد تا در رابطه با کشور برگزارکننده بازی‌ها تصمیم بگیرد. بخش اعظمی از اعضای کمیته بین‌المللی المپیک در این اجلاس غایب بودند و انتخاب برلین پایتخت جمهوری وایمار محصول رای‌گیری از طریق مکاتبه‌ای بود. بارون پیر دوکوبرتن، رئیس کمیته بین‌المللی المپیک و اعضای آن به‌طور غیررسمی وحشت خود را از جمهوریخواهان اسپانیایی ابراز می‌دارند. اما وقتی در ماه ژانویه ۱۹۳۳ هیتلر به سمت صدراعظمی آلمان نامیده شد، ورزشکاران غیر آریایی کنار گذاشته شدند یا عناوین قهرمانیشان از آن‌ها پس گرفته شد (مثل نمونه اریک سیلیگ، مشت‌زن آلمانی). در سال ۱۹۳۴ جام جهانی فوتبال در ایتالیا برگزار شد و از آنجا ورزش تبدیل به ابزاری برای تبلیغات حکومت‌های فاشیستی شد.
تظاهرات مهمی در کشورهای اروپایی و آمریکا علیه برگزاری بازی‌ها در برلین به وقوع پیوست. طوماری برای تحریم بازی‌ها توسط ۵۰۰هزار نفر به امضا رسید و چند صد هزار نفر دست به تظاهرات زدند.
«بین‌الملل ورزشی سرخ» که یکی از سازمان‌های کمینترن بود، «کمیته بین‌المللی برای احترام به ایده‌آلمپیک» را در پاریس تشکیل داد. همزمان جنبش ورزشی کارگری فرانسه که در فدراسیون ورزشی و نرمشی کار، در اواخر سال ۱۹۳۴ متمرکز شده بود، شعار «نه پول، نه نیرو برای بازیهای المپیک برلین» را عنوان کرد.
در تاریخ ۹ اکتبر ۱۹۳۵، نشریه اسپورت می‌نویسد: «قوانین المپیک هر روز نقض می‌شوند. هیچ تضمینی به ورزشکاران یهودی و کاتولیک داده نمی‌شود. در چنین شرایطی وظیفه ما و هر انسان شریفی ایجاب می‌کند که عملکردهای هیتلر را محکوم کنیم و خواهان انتقال بازیها به کشور دیگری باشیم».
بعد از تظاهرات ۶ فوریه۱۹۳۴ در پاریس، استراتژی جدیدی توسط جبهه‌های مردمی در فرانسه و سایر کشورها اتخاذ می‌شود. از شروع سال ۱۹۳۶، «بین‌الملل ورزشی سرخ» طرح برگزاری «بازیهای ورزشی مردمی» در چند کشور، به نشانه مخالفت با «المپیاد هیتلر» در برلین را به میان می‌آورد.
پس از پیروزی جبهه مردمی اسپانیا، در تاریخ ۱۸ فوریه ۱۹۳۶ این جبهه به شعبه ورزشی خود، فدراسیون فرهنگی ورزشی کارگران، دستور می‌دهد تدابیر لازم برای برگزاری بازی‌های مردمی اسپانیا در تابستان امسال، همزمان با المپیاد هیتلر در برلین را اتخاذ کند. این جشن باید همه ورزشکاران پیشرفته اسپانیا، کاتالونیا و همچنین ورزشکاران خارجی را گرد هم بیاورد (...) همه اقدامات باید با سمت و سوی تقویت فدراسیون فرهنگی ورزشی کارگران صورت بپذیرند. بین‌الملل ورزشی نیز به نوبه خود تدابیر لازم برای کمک به فدراسیون فرهنگی ورزشی کارگران جهت انجام وظایفش را به عمل خواهد آورد.
فدراسیون فرهنگی ورزشی کارگران تصمیم به برگزاری این بازی‌ها در بارسلونا می‌گیرد و کمیته‌ای متشکل از انجمن‌های ورزشی چپ که به ابتکار کمونیستها تشکیل شده بودند برگزاری بازی‌ها را به عهده می‌گیرد.
به دلیل فشارهای فدراسیون ورزشی ژیمناستیک و ورزش سوئیس، دولت این کشور در ابتدا از تأمین مالی کاروان ورزشی اعزامی به برلین سرباز می‌زند ولی بعداً تصمیم خود را عوض می‌کند. نهایتاً ۳۰۰ ورزشکار سوئیسی عازم بازی‌های بارسلونا می‌شوند و تعدادی از آن‌ها به جبهه آنارشیستی در جنگ اسپانیا می‌پیوندند. در هلند گروه ضدفاشیستی «المپیاد تحت نظام دیکتاتوری» برای تحریم بازی‌های نازی‌ها فعالیت می‌کند. در بلژیک و فرانسه نیز این موضوع تبدیل به بحث داغ روز می‌شود، به خصوص پس از پیروزی چپ در انتخابات ماه مه ۱۹۳۶.
در اوایل ماه مه، کمیته برگزارکننده برنامه بازی‌های المپیاد مردمی را اعلام می‌کند و در ماه جون دعوتنامه‌های رسمی را ارسال می‌کند. مراسم گشایش این بازی‌ها برای تاریخ ۱۹ ژوئیه ۱۹۳۶ در نظر گرفته شد.
شش هزار ورزشکار از ۲۲ کشور مختلف در این بازی‌ها ثبت نام می‌کنند. سنگین‌ترین کاروان‌های ورزشی مال دو کشور اسپانیا و فرانسه هستند. آمریکا، هلند، بلژیک، چکسلواکی، دانمارک، نروژ، سوئد، الجزایر و فلسطین نیز هیاتهایی برای این بازی‌ها اعزام می‌کنند در حالیکه تیم‌های ورزشی آلمان و ایتالیا توسط تبعیدیان این دو کشور تشکیل می‌شود. تیم‌های ورزشی از مناطق کاتالونیا، گالیس و باسک اسپانیا به علاوه منطقه آلزاس فرانسه و تبعیدیان یهودی نیز در این بازی‌ها ثبت‌نام کردند. اغلب ورزشکاران شرکت‌کننده عضو انجمن‌های ورزشی کارگری هستند و تعداد اندکی از آن‌ها عضو فدراسیون‌های رسمی می‌باشند.

## جبهه مردمی فرانسه
در فرانسه راست افراطی و انجمن‌های فاشیستی از بازی‌های المپیک برلین حمایت می‌کنند، در حالیکه حزب کمونیست فرانسه رسماً به نفع بازی‌های المپیاد مردمی موضع می‌گیرد. بازی‌های مقدماتی در تاریخ ۴ ژوئیه ۱۹۳۶ در پاریس برگزار می‌شوند. وزیر ورزش فرانسه، لئو لاگرانژ نیز در این بازی‌ها حضور پیدا می‌کند. هزار و دویست ورزشکار فرانسوی برای بازی‌های المپیاد ضدفاشیست ثبت‌نام می‌کنند. چند مقام سیاسی فرانسه منجمله وزیر ورزش، وزیر حمل و نقل (پیر کوت) و آندره مالرو در همان هفته در یک روز ویژه حمایت از بازی‌های المپیاد و علیه بازی‌های المپیک نژادپرستانه برلین شرکت می‌کنند.

## برگزاری بازیهای المپیاد و بیانیه نظامی
از ۱۴ ژوئیه ورزشکاران فرانسوی گروه به گروه شروع به حرکت به سمت بارسلونا با قطار می‌کنند. هر ایستگاه قطاری بهانه‌ای است برای یک تظاهرات خودجوش که در آن سرود انترناسیونال خوانده می‌شود. آخرین ورزشکاران صبح روز ۱۸ ژوئیه به بارسلونا می‌رسند. اما در شب ۱۸ تا ۱۹ ژوئیه اولین درگیری‌های مسلحانه پس از بیانیه نظامی فرانکو رخ می‌دهند. اغلب ورزشکاران در هتل محل اقامتشان می‌مانند ولی تعدادی از آن‌ها نیز در کنار انقلابیون اسپانیا به درگیری مسلحانه با نیروهای فرانکو می‌پردازند. برخی از آن‌ها کشته یا مجروح شدند. در تاریخ ۲۳ ژوئیه، خومه میراویتلس، دبیر کمیته برگزاری بازیها، منتفی شدن بازی‌ها را اعلام می‌کند.
لئون بلوم، نخست‌وزیر فرانسه از ورزشکاران این کشور می‌خواهد که سریعتر به میهن بازگردند و دو کشتی از بندر مارسی فرانسه به سمت اسپانیا به حرکت درمی‌آیند تا ورزشکاران را برگردانند. اما تعدادی از ورزشکاران تصمیم می‌گیرند بمانند. آن‌ها می‌گویند «ما آمده بودیم با فاشیسم در یک استادیوم رودر رو بشویم و حالا فرصت این را پیدا کردیم که با آن به نبرد مستقیم بپردازیم». امانوئل مینک، بازیکن یهودی لهستانی باشگاه آنتوئرپ بلژیک به نیروهای داوطلب خارجی برای شرکت در جنگ داخلی اسپانیا می‌پیوندد و فرمانده یکی از گردان‌های آن می‌شود. او تا سال ۱۹۳۹ در اسپانیا ماند و سپس به کمپهایی در فرانسه منتقل شد. تعدادی دیگر از ورزشکاران به جبهه آنارشیستی می‌پیوندند و برخی دیگر نیز وارد جبهه کمونیستی می‌شوند.
در حالیکه جنگ داخلی با شدت تمام در اسپانیا در جریان است، در ماه اوت ۱۹۳۹ ورزشکاران فرانسه در مراسم گشایش بازی‌های برلین، حین رژه کاروان‌های ورزشی سلام بازی‌های المپیک را می‌دهند که خیلی‌ها از آن تعبیر سلام نازی‌ها را کردند. همزمان کاروان‌های آمریکا و انگلیس در حین عبور از کنار جایگاه ویژه که هیتلر در آن جا گرفته بود، سر خود را به سمت عکس جایگاه چرخاندند.